# Breed 77
Breed 77 (pronunciado "Breed siete siete") es una banda Británica originaria de Gibraltar cuya música es una fusión de rock, metal y flamenco. 

## Origen
Breed 77 proviene de Gibraltar. Paul Isola, Danny Felice y Stuart Cavilla y el Ariel Rojas eran antiguos amigos del colegio que se reunieron en Londres para formar una banda y fueron conocidos por el nombre de Gibraltarian Mafia. Cuando, en 1996 este círculo de amigos formó la banda, buscaron un nombre que reflejara sus orígenes conjuntos y se llamaron simplemente Breed (español: raza). La banda se vio forzada a cambiar el nombre porque ya había sido registrado por Steve Hewitt (miembro creador de Placebo) como nombre de su compañía discográfica. Stuart Cavilla, el bajista del grupo, había trabajado previamente en un taller de motos bajo el nombre de Kilo 77 o K77, y por ello se llamaron Breed 77.

## Premios
En 1998, los lectores de la revista Kerrang! eligieron a Breed 77 como la "Mejor banda sin contrato". En 1999, ganaron el premio como "Mejor banda revelación" según la revista Kerrang! y Metal Hammer.

## Música
Musicalmente destacan por fusionar estilos como rock alternativo, metal alternativo y nu metal con flamenco. Los idiomas utilizados en la música de Breed 77 son el inglés y el español ya que Paul Isola, al ser gibraltareño, es fluente en ambos idiomas. 
El primer disco de Breed 77 con nombre homónimo, fue editado en noviembre de 2001 y en abril de 2005 fue reeditado debido a su creciente demanda. Su segundo álbum Cultura fue puesto a la venta el 3 de mayo de 2004 y alcanzó el número 61 en las listas de ventas del Reino Unido y alcanzó el número 3 de la lista de álbumes de rock más vendidos. De Cultura vienen singles como La Última Hora, The River y World's on Fire. "The River" fue conducido al número 39 de los Top 40 del Reino Unido. "World's on Fire" se quedó a las puertas en el número 43, pero llegó a lo más alto de la lista de rock del Reino Unido en primera posición.
Breed 77 lanzó su tercer álbum In my blood (En mi sangre) internacionalmente el 11 de septiembre de 2006. In my blood (En mi sangre) fue producido por Ron Saint-Germain ("El Santo") cuya fama venía de haber trabajado con Soundgarden, Tool, Creed y Bad Brains. Dos temas inéditos fueron producidos por Greg Havers (Manic Street Preachers). El primer sencillo de este álbum, Alive, fue lanzado el 12 de junio de 2006, y alcanzó el número 6 en las listas de rock. El segundo sencillo fue Blind, lanzado el 4 de septiembre de 2006. Su último sencillo es Look at me Now, lanzado el 23 de abril de 2007. El sencillo incluye una versión de la canción "Zombie" de The Cranberries.
En enero del 2007, la banda lanzó en iTunes un adelanto del disco Un Encuentro. Este álbum se puso a la venta en formato CD el 7 de mayo de 2007.
El último disco del grupo fue The Evil Inside, editado en 2013.

## Gira
Breed 77 lleva haciendo giras mucho tiempo, que le ha llevado a tocar junto a bandas internacionales como Black Sabbath, Machine Head, Danzig, Ill niño, Napalm Death y Mägo de Oz. También han tocado en el Download Festival del Reino Unido.
Comenzaron una gira en Reino Unido en septiembre de 2006. Tocaron en el concierto Santa Cruz X 103.9's Jingleballs de Santa Cruz, California. Esta fue su segunda actuación en Estados Unidos; la primera fue en el festival South-by-Southwest (SXSW) en 2005, en Austin, Texas en el ahora desaparecido Hard Rock Cafe.
En 2009 editaron el disco Insects. Luego siguieron The Evil Inside (2013) y Acoustic Rarities (2015)
En marzo de 2014, hicieron una gira por Inglaterra.

## Formación actual
- Paul Isola - voz (1996–2013, 2014–2015, 2017, 2021-)
- Danny Felice - guitarra (1996–2015, 2017, 2021-)
- Pedro José Caparrós - guitarra, coros (2002–2015, 2017, 2021-)
- Stuart Cavilla - bajo, (1996-99, 2001-2015, 2017, 2024-)
- Adam Stanley - batería (2024-)

## Miembros pasados
- Lawrence Bautista - batería (1996–1997)
- Nick Beefly - batería (1997–1998)
- Charlie Gómez - bajo (1999–2000)
- Dan Wilkinson - bajo (2000)
- Peter Chichone - batería y otras percusiones (1998–2006)
- Adam Lewis - batería y otras percusiones (2006–2007)
- Óscar Preciado Zamora - batería y percusiones (2007–2010)
- Rui Lopez - voz principal (2013-2014)
- Ben Edis - bajo (2014-2015)
- Andre Joyzi - batería y otras percusiones (2010-2015)

## Discografía

### Álbumes
- Breed 77 también llamado Kharma (2001, reeditado en 2005)
- Cultura (2004)
- In my blood (En mi sangre) (2006)
- Un encuentro (2007)
- Insects (2009)
- The Evil Inside (2013)
- Acoustic Rarities (2015)

### Sencillos
- La última hora (2003)
- The river (2004)
- World's on fire (2004)
- Shadows (2005)
- Alive (2006)
- Blind (2006)
- Look at me now (2007)
- "El Mundo en LLamas" (2008)
- "El Río" (2008)
- "Wake Up" (2009)
- "Zombie" (2010)
- "Drown" (2013)
- "Bring on the Rain" (2013)

### EP
- The message (1998)
- Vol. 1 (1999)
- La última hora (2003)
- Shadows (2005)
- Under The Skin (2012)